# Distrito electoral de Prentice-Sinclair (Illinois)
Prentice-Sinclair (en inglés: Prentice-Sinclair Precinct) es un distrito electoral ubicado en el condado de Morgan en el estado estadounidense de Illinois. En el Censo de 2010 tenía una población de 395 habitantes y una densidad poblacional de 2,75 personas por km².

## Geografía
Prentice-Sinclair se encuentra ubicado en las coordenadas 39°49′1″N 90°5′15″O / 39.81694, -90.08750. Según la Oficina del Censo de los Estados Unidos, Prentice-Sinclair tiene una superficie total de 143.82 km², de la cual 143.79 km² corresponden a tierra firme y (0.03%) 0.04 km² es agua.

## Demografía
Según el censo de 2010, había 395 personas residiendo en Prentice-Sinclair. La densidad de población era de 2,75 hab./km². De los 395 habitantes, Prentice-Sinclair estaba compuesto por el 98.73% blancos, el 0.76% eran afroamericanos, el 0% eran amerindios, el 0.25% eran asiáticos, el 0% eran isleños del Pacífico, el 0.25% eran de otras razas y el 0% pertenecían a dos o más razas. Del total de la población el 0.51% eran hispanos o latinos de cualquier raza.